# Bonsecours
Bonsecours là một xã thuộc tỉnh Seine-Maritime trong vùng Normandie miền bắc nước Pháp.

## Huy hiệu
| Arms of Bonsecours | The arms of Bonsecours are blazoned: Or, 3 crosses (couped) sable within a bordure gules. |

## Dân số
| Năm | 1962 | 1968 | 1975 | 1982 | 1990 | 1999 | 2006 |
| --- | ---- | ---- | ---- | ---- | ---- | ---- | ---- |
| Dân số | 3686 | 3806 | 5435 | 6108 | 6898 | 6853 | 7003 |
| From the year 1962 on: No double counting—residents of multiple communes (e.g. students and military personnel) are counted only once. |      |      |      |      |      |      |      |